# Artkraft Strauss
Pour les articles homonymes, voir Strauss.
Artkraft Strauss est une société new-yorkaise qui est à l'origine de plusieurs des anciennes enseignes publicitaires historiques du vieux Times Square, avant sa rénovation dans les années 1980. La société est notamment créatrice de l'enseigne publicitaire des cigarettes Camel, située sur la façade de l'Hotel Claridge au croisement de la 44e rue et Broadway Avenue, représentant un homme fumant et rejetant de la fumée — en fait, de la vapeur — à intervalle de temps régulier.

## Histoire
La société est fondée par Benjamin Strauss en 1897 sous le nom Strauss Signs.

## Sources
- (en) Michael Quint, « The Company That Makes It '89 », The New York Times,‎ 31 décembre 1988 (lire en ligne, consulté le 2 septembre 2015)